# V.B. 7
Die norwegische Dampflokomotivbaureihe V.B. 7 wurde 1926 als Einzelstück von der Sächsischen Maschinenfabrik von Richard Hartmann in Chemnitz-Schloßchemnitz, Deutschland, mit der Fabriknummer 4664 für die Valdresbane gebaut.

## Geschichte
Die 1926 bestellte Heißdampflokomotive erhielt nach der Lieferung und Inbetriebnahme im gleichen Jahr die laufende Nummer 7.

## Einsatz bei Norges Statsbaner
Mit dem Auslaufen der Konzession für die private Valdresbane am 1. Juli 1937 erfolgte die Übernahme der gesamten Valdresbane sowie der Lokomotive durch Norges Statsbaner. Dort erhielt sie die neue Baureihenbezeichnung NSB 52a sowie die neue Betriebsnummer 23. Ihr Einsatz erfolgte im Distrikt Oslo, im Frühjahr 1955 wurde sie an den Distrikt Hamar abgegeben. Dort war sie nur kurze Zeit, ab Herbst 1955 kam sie wieder nach Oslo zurück, wo sie bis zur Ausmusterung am 28. Februar 1958 verblieb. Nach der Ausmusterung wurde die Lok verschrottet.